# Ève (Oise)
Eve – miejscowość i gmina we Francji, w regionie Hauts-de-France, w departamencie Oise.
Według danych na rok 2020 gminę zamieszkiwało 421 osób, a gęstość zaludnienia wynosiła 40 osoby/km² (wśród 2293 gmin Pikardii Eve plasuje się na 569. miejscu pod względem liczby ludności, natomiast pod względem powierzchni na miejscu 428.).